# Undecilenato de boldenona
Undecilenato de boldenona, vendido sob os nomes comerciais Boldane, Equipoise, Parenabol, Vebonol, entre outros, é um fármaco da classe dos esteroides anabolizantes. É um éster da boldenona. É uma versão sintética que é usada para tratamento veterinário, mais especificamente em cavalos. A droga é utilizada por fisiculturistas e por amadores.